# Mexikanische Badmintonmeisterschaft 2024
Die Mexikanische Badmintonmeisterschaft 2024 fand vom 16. bis zum 19. Januar 2025 in Oaxtepec statt. Es war die 74. Auflage der nationalen Titelkämpfe von Mexiko im Badminton.

## Medaillengewinner
| Disziplin    | Gold                                  | Silber                                | Bronze                                   |
| ------------ | ------------------------------------- | ------------------------------------- | ---------------------------------------- |
| Herreneinzel | Job Castillo                          | Luis Armando Montoya                  | Irvin Perez                              |
| Herreneinzel | Job Castillo                          | Luis Armando Montoya                  | Gerardo Saavedra                         |
| Dameneinzel  | Vanesa Garcia                         | Sabrina Solis                         | Cecilia Madera                           |
| Dameneinzel  | Vanesa Garcia                         | Sabrina Solis                         | Isabella Puente                          |
| Herrendoppel | Job Castillo Luis Armando Montoya     | Juan Pablo Montoya Juan Carlos Torres | Santiago Lozoya Valadez Gerardo Saavedra |
| Herrendoppel | Job Castillo Luis Armando Montoya     | Juan Pablo Montoya Juan Carlos Torres | Arturo Ángel Salazar Alvaro Rio          |
| Damendoppel  | Romina Fregoso Miriam Rodríguez       | Cecilia Madera Isabella Puente        | Paula Lozoya Valadéz Fátima Rio Valdivia |
| Damendoppel  | Romina Fregoso Miriam Rodríguez       | Cecilia Madera Isabella Puente        | Monica Valencia Romina Valencia          |
| Mixed        | Luis Armando Montoya Miriam Rodríguez | Gerardo Saavedra Fátima Rio Valdivia  | Edwin García Isabella Puente             |
| Mixed        | Luis Armando Montoya Miriam Rodríguez | Gerardo Saavedra Fátima Rio Valdivia  | Juan Carlos Torres Mayte Macias          |